# Schlacht bei Akroinon
Frühe Schlachten
Mu'ta – Tabūk – Dathin – Firaz
Arabische Eroberung der Levante
Qartin – Bosra – Adschnadain – Mardsch ar-Rahit – Fahl – Damaskus – Mardsch ad-Dibadsch – Emesa – Jarmuk – Jerusalem – Hazir – Aleppo
Arabische Eroberung Ägyptens 
Heliopolis – Alexandria – Nikiou
Umayyadische Eroberung Nordafrikas
Sufetula – Vescera – Karthago
Umayyadidische Invasion Anatoliens
 und Konstantinopels
Eiserne Brücke – Germanikeia – 1. Konstantinopel – Sebastopolis – Tyana – 2. Konstantinopel – Nikäa – Akroinon
Arabisch-byzantinischer Grenzkrieg
Kamacha – Kopidnadon – Krasos – Anzen und Amorion – Mauropotamos – Lalakaon – Bathys Ryax
Sizilien und Süditalien
1. Syrakus – 2. Syrakus – Feldzüge des Maniakes
Byzantinischer Gegenschlag
Marasch – Raban – Andrassos – Feldzüge des Nikephoros Phokas – Feldzüge des Johannes Tzimiskes – Orontes – Feldzüge Basileios’ II. – Azaz
Seeoperationen
Phoinix – Muslimische Eroberung Kretas – Thasos – Damiette – Thessalonike – Byzantinische Rückeroberung Kretas
In der Schlacht bei Akroinon im Jahr 740 besiegte das Byzantinische Reich die islamischen Araber. Die Schlacht fand bei Akroinon (Acroënus in Phrygien, nahe dem heutigen Afyon in Westanatolien) statt.
Nachdem die Araber bei der Belagerung von Konstantinopel 718 eine empfindliche Niederlage gegen Byzanz erlitten und insbesondere ihre Flotte verloren hatten, nahmen sie zu Land bald den Krieg wieder auf. Ab 726 fielen sie jährlich zu Plünderungszügen nach Kleinasien ein, Kaisareia wurde besetzt, Nikaia wurde belagert. 740 stellten sich die Byzantiner den Arabern entschlossen entgegen. Da die Bulgaren an der Westflanke des Reiches sich an den 716 mit Byzanz geschlossenen Friedensvertrag hielten, konnte der byzantinische Kaiser seine Truppen in Kleinasien konzentrieren. Ebenso wurde der Widerstand der Byzantiner durch ein Bündnis mit den Chasaren begünstigt, die ihrerseits im kaukasischen und armenischen Gebiet Angriffe auf die Araber unternahmen.
Kaiser Leo III. übernahm persönlich das Kommando über das byzantinische Heer, gemeinsam mit seinem Sohn Konstantin. Bei Akroinon stellten sie das arabische Heer des umayyadischen Kalifen Hischam, das von al-Malik ibn Su'aib und 'Abdallah al-Battal angeführt wurde.
Die Araber wurden entscheidend geschlagen, beide arabischen Befehlshaber fielen im Kampf. 'Abdallah al-Battal wurde nach seinem Tode in arabischen sowie später türkischen epischen Erzählungen über die Kämpfe des Kalifats mit Byzanz in die Figur von Battal Gazi verwandelt.
Nach dem klaren Sieg der Byzantiner konnten diese die Araber aus Kleinasien vertreiben. Acht Jahre nach der Schlacht von Tours und Poitiers kam damit die Islamische Expansion auch im Osten für mehrere Jahrhunderte zum Stehen. Erst im 11. Jahrhundert erschien mit den türkischen Seldschuken erneut eine islamische Streitmacht an der Ostgrenze des Reichs. 
Die Schlacht wird in der Chronik des byzantinischen Chronisten Theophanes (A.M. 6231) beschrieben.